# Elena Uhlig
Elena Uhlig (ur. 31 lipca 1975 w Düsseldorf) – niemiecka aktorka.

## Filmografia
- 2001: Basen jako Carmen
- 2004: Siła złego na jednego jako Lilly
- 2007: Miłość z przedszkola jako Wellness-Angestellte
- 2009: Berlin 36 jako Pani Vogel
- 2013: List w butelce jako Vivien
- 2014: Die Familiendetektivin jako Julia Berg